# بوليتنيكا ياشي
بوليتنيكا ياشي (بالرومانية: FC Politehnica Iași)‏ هو نادي كرة قدم روماني تأسس في 1945 ، يقع مقره الرئيسي في ياش، ويلعب في دوري الدرجة الأولى الروماني.